# 嵩森
松森（转写：Uksun Sungsen；1826年12月13日—1904年3月23日，道光六年十一月十五日辰時－光緒三十年二月初七日申時），原名松林，《玉牒》作嵩森，字吟濤。清朝宗室正藍旗第六族載字輩，晚清翰林、政治人物、蒙文學者。

## 經歷
咸豐二年（1852年）壬子鄉試舉人。
同治四年（1865年）乙丑科第二甲第四名進士出身。五月，選翰林院庶吉士。
七年（1868年）：四月，翰林院散館，授編修。六月，充國史館協修官。
八年（1869年）：八月，擢司經局洗馬。十二月，充文淵閣校對。
十一年（1872年）：二月，以洗馬充協辦翰林院事，兼充功臣館提調官。
十三年（1874年）：三月，授翰林院侍讀學士，充日講起居注官。
光緒元年（1875年）：四月大考評為三等，以庶子降補。六月，授右庶子，充國史館纂修官。十一月，授國子監祭酒。
三年（1877年）：三月，授詹事府滿詹事，兼充日講起居注官。十二月十六日升授內閣學士，兼禮部侍郎銜、文淵閣直閣事。
四年（1878年）：三月十三日遷禮部右侍郎。
五年（1879年）：正月，兼鑲白旗漢軍副都統。五月，署理工部左侍郎；二十一日轉禮部左侍郎。六月，署理刑部右侍郎。
六年（1880年）：八月十日調補盛京禮部侍郎，仍兼副都統。
十年（1884年）：盛京禮部侍郎。奏報朝鮮官員送回奉天難民。
十一年（1885年）：二月，以盛京禮部侍郎署理盛京戶部侍郎。
十二年（1886年）：五月十五日改盛京刑部侍郎。
十三年（1887年）：二月三十日升都察院滿左都御史。八月黃河決口於鄭州，松森參與了是否更改河道的辯論。
十五年（1889年）：九月十三日改理藩院尚書。
十七年（1891年）：奉敕撰《欽定理藩院則例》。十一月，奏報喀喇沁本旗游牧地方及敖漢王旗各屬被賊幫焚燒殘害情形，請派援兵會勦。
十八年（1892年）：因事革職留任。十二月，奏請錫林郭勒盟盟長蘇尼特扎薩克親王銜多羅楞郡王那木濟勒旺楚克的胞弟協理台吉察克都爾色楞賞給職務差使。
十九年（1893年）：四月，奏請予頭等台吉札拉木禪旺濟勒賞戴花翎。五月，奏報伊克昭盟遭災，請旨賑濟。
光緒二十年（1894年）：正月十七日，患感冒但因正值元宵花衣期而未具摺請假，遞牌時因無處注寫感冒，未呈遞膳牌；交吏部議處。二十一日，管部大學士張之萬奏請處分。二十四日，勒令以原品休致。
光緒三十年（1904年）：二月，奏報病情惡化危急。二月初七日卒，年七十九歲。

## 著作
- 提調《平定粵匪功臣像》
- 奉敕重編《欽定蒙文彙書》
- 奉敕續修《欽定理藩院則例》六十四卷〈通例〉二卷〈總目〉二卷〈原奏〉一卷

## 家庭及關聯
- 七世祖：清世祖順治帝。
- 六世祖：恭親王常寧，順治帝第五子，封和碩恭親王。
- 五世祖：多羅僖敏貝勒海善，常寧第三子。
- 高祖父：宗室隆靄，海善第一子，官三等侍衛。
- 曾祖父：宗室存誠，隆靄第九子，官至二等侍衛。
- 祖父：宗室福昌保，存誠第二子，閑散。
- 父：宗室和悅，福昌保第三子，閑散。
- 母：趙佳氏，和悅正室，趙珍之女。
- 姻婭：崇綺[11]。

### 妻妾
- 正室：巴禹特氏，正黄旗蒙古道光乙巳进士柏春之女。
- 側室：章氏。

### 子女
- 長子：宗室壽耆（1859年－？），光緒九年進士，官至理藩部大臣。
- 次子：宗室庚耆（1875年－？），一品廕生，官至員外郎。
- 长女：适阿鲁特氏散秩大臣葆初，崇绮之子。

## 延伸阅读
[在维基数据编辑]